# کارزار پنجاه درصد
کمپین پنجاه درصد از گروه‌های فعال حقوق زنان در افغانستان است که برای بالا بردن مشارکت سیاسی زنان افغان و پیگیری مطالبات زنان از سیاستمداران افغانستان و مجامع جهانی تلاش می‌کند. بیانیهٔ این کمپین در آستانهٔ کنفرانس بن دوم از شرکت‌کنندگان در کنفرانس و دولت افغانستان می‌خواست در مذاکره با طالبان بر سر حقوق زنان معامله‌ای نکند و روند مذاکرات شفاف باشد. فعالان این کمپین در شهرهای کابل، هرات و مزار شریف فعالیت دارند. نام این کمپین در اشاره به زنان افغانستان است که به گفته این فعالان، «نیمی از جامعه یا نیمی از رای دهندگان را تشکیل می‌دهند و نامزدهای انتخابات ریاست جمهوری افغانستان باید برای به دست آوردن رای آنها به خواسته‌های زنان توجه کنند.»
مطالبات کمپین ۵۰ درصد به اختصار عبارتند از:
- تلاش در جهت دستیابی به صلح پایدار و عادلانه در افغانستان از طریق یافتن راه‌حل‌های مسالمت‌آمیز و پایان بخشیدن به راه‌حل‌های جنگجویانه و مذاکرات غیرشفاف با عاملان جنگ‌ها،
- تأمین امنیت اجتماعی زنان در عرصه‌های کاری، ازدواج، دسترسی به سیستم قضایی عادلانه،
- اعلام کمپین سراسری برای سوادآموزی زنان و تخصیص منابع مورد نیاز مالی و انسانی به این امر،
- تلاش در جهت رفع قوانین تبعیض‌آمیز علیه زنان و گنجاندن اصل برابری جنسیتی بدون قید و شرط در تمام قوانین،
- تلاش در جهت ایجاد فرصت‌های سیاسی، اجتماعی و اقتصادی برابر میان زنان و مردان،
- تلاش در جهت ایجاد فرصت‌های اشتغال برای زنان سرپرست خانوار و معلولان و معیوبین.
- تلاش در جهت بهبود دسترسی تمام زنان به امکانات بهداشتی و صحی.